# Knud Erik Fisker
Knud Erik Fisker (1960. szeptember 17. –) dán nemzetközi labdarúgó-játékvezető. Polgári foglalkozása a II. osztályú Nordvest FC vezetője.

## Pályafutása

### Nemzeti játékvezetés
Pályafutása során hazája legfelső szintű labdarúgó-bajnokságának játékvezetője lett. Az aktív nemzeti játékvezetéstől 2005-ben vonult vissza. Első ligás mérkőzéseinek száma: 212.

### Nemzetközi játékvezetés
A Dán labdarúgó-szövetség Játékvezető Bizottsága (JB) 1995-ben terjesztette fel nemzetközi játékvezetőnek, a Nemzetközi Labdarúgó-szövetség (FIFA) bíróinak keretébe. Több nemzetek közötti válogatott és klubmérkőzést vezetett. UEFA besorolás szerint a „mester” kategóriába tevékenykedett. A dán nemzetközi játékvezetők rangsorában, a világbajnokság-Európa-bajnokság sorrendjében többedmagával a 4. helyet foglalja el 8 találkozó szolgálatával. Az aktív nemzetközi játékvezetéstől 2005-ben a FIFA 45 éves korhatárát elérve búcsúzott. Válogatott mérkőzéseinek száma: 14.

#### Világbajnokság
A világbajnoki döntőhöz vezető úton Franciaországba a XVI., az 1998-as labdarúgó-világbajnokságra és Dél-Koreába és Japánba a XVII., a 2002-es labdarúgó-világbajnokságra a FIFA JB bíróként alkalmazta.

##### 1998-as labdarúgó-világbajnokság
| Időpont          | Helyszín                       | Mérkőzés típusa           | Mérkőzés           | Eredmény | Nézők száma |
| ---------------- | ------------------------------ | ------------------------- | ------------------ | -------- | ----------- |
| 1996. október 9. | Lansdowne Road Stadion, Dublin | előselejtező (8. csoport) | Írország–Macedónia | 3 : 0    | 31 671      |

##### 2002-es labdarúgó-világbajnokság
| Időpont          | Helyszín                       | Mérkőzés típusa           | Mérkőzés               | Eredmény | Nézők száma |
| ---------------- | ------------------------------ | ------------------------- | ---------------------- | -------- | ----------- |
| 2000. október 6. | Gradski Stadion, Skopje        | előselejtező (4. csoport) | Macedónia–Azerbajdzsán | 3 : 0    | 3 500       |
| 2001. június 2.  | Lansdowne Road Stadion, Dublin | előselejtező (2. csoport) | Írország–Portugália    | 1 : 1    | 35 000      |
| 2001. október 6. | Dinamo Stadion, Moszkva        | előselejtező (1. csoport) | Oroszország–Svájc      | 4 : 0    | 22 000      |

#### Európa-bajnokság
Az európai-labdarúgó torna döntőjéhez vezető úton Belgiumba és Hollandiába a XI., a 2000-es labdarúgó-Európa-bajnokságra és Portugáliába a XII., a 2004-es labdarúgó-Európa-bajnokságra az UEFA JB játékvezetőként foglalkoztatta.

##### 2000-es labdarúgó-Európa-bajnokság
| Időpont           | Helyszín               | Mérkőzés típusa           | Mérkőzés               | Eredmény | Nézők száma |
| ----------------- | ---------------------- | ------------------------- | ---------------------- | -------- | ----------- |
| 1999. március 31. | Daugavas Stadion, Riga | előselejtező (2. csoport) | Lettország–Görögország | 0 : 0    | 5 100       |

##### 2004-es labdarúgó-Európa-bajnokság
| Időpont              | Helyszín                         | Mérkőzés típusa           | Mérkőzés                           | Eredmény | Nézők száma |
| -------------------- | -------------------------------- | ------------------------- | ---------------------------------- | -------- | ----------- |
| 2002. október 12.    | Gradski Stadion, Skopje          | előselejtező (7. csoport) | Macedónia–Törökország              | 1 : 2    | 12 000      |
| 2003. június 11.     | Şefa Stadion, Baku               | előselejtező (9. csoport) | Azerbajdzsán–Szerbia és Montenegró | 2 : 1    | 5 000       |
| 2003. szeptember 10. | Old Trafford Stadion, Manchester | előselejtező (7. csoport) | Anglia–Liechtenstein               | 2 : 0    | 64 931      |